# Martigné-sur-Mayenne
Martigné-sur-Mayenne é uma comuna francesa na região administrativa da Pays de la Loire, no departamento de Mayenne. Estende-se por uma área de 31,61 km². Em 2010 a comuna tinha 1 923 habitantes (densidade: 60,8 hab./km²).